# Манолас, Стелиос
Стилианос «Сте́лиос» Манола́с (греч. Στέλιος Μανωλάς; род. 13 июля 1961, Наксос) — греческий футболист (играл на позиции защитника) и тренер. Его племянник, Костас Манолас, в настоящее время играет за «Салернитану». Его сын, Константинос, также был профессиональным футболистом.

## Карьера
Молодёжную карьеру Манолас всю провёл в столичном АЕК. В нём же он и провёл всю свою профессиональную карьеру. 3 февраля 1978 года Стелиос дебютировал в матче против Кастории (1-1) и стал опорой в обороне «АЕК» до выхода на пенсию. Последний матч был против «Ксанти». Он был капитаном АЕК в течение 19 лет. Манолас был в списке интересов у португальского «Порту» и французского «Монако», он сказал: «Я никогда не покину клуб, потому что я люблю его, и я хочу провести тут всю свою карьеру». Считается лучшим защитником в истории АЕКа.
За свою карьеру он сыграл в 71 матче за сборную Греции, забив 6 мячей. Был членом сборной на Чемпионате мира 1994 в США.

## Достижения

### Как игрок
- Чемпион Греции: 1988/89, 1991/92, 1992/93, 1993/94
- Обладатель Кубка Греции: 1982/83, 1995/96, 1996/97
- Обладатель Суперкубка Греции: 1988/89, 1995/96
- Обладатель Кубка Лиги: 1990

### Как тренер
- Обладатель Кубка Греции: 2015/16